# Adair County Courthouse (Greenfield)
Das Adair County Courthouse in Greenfield ist das Justiz- und Verwaltungsgebäude (Courthouse) des Adair County im mittleren Südwesten des US-amerikanischen Bundesstaates Iowa.
Das erste Courthouse des Countys befand sich in Fontanelle. Als im Jahr 1874 der Sitz der Countyverwaltung nach Greenfield verlegt worden war, wurde ein zweistöckiges Gebäude im Zentrum der Stadt errichtet. 1889 wurde das Gebäude durch ein Feuer zerstört, sodass Gericht und Verwaltung vorübergehend in einem Theater untergebracht wurden.
Die Grundsteinlegung für das heutige Courthouse erfolgte 1891. Der Bau des roten Ziegelbaus erfolgte nach einem Entwurf des Architekten S. E. Maxon im neuromanischen Stil.
Im Jahr 1981 wurde das Gebäude mit der Referenznummer 81000224 in das National Register of Historic Places aufgenommen.